# Tre Skåne

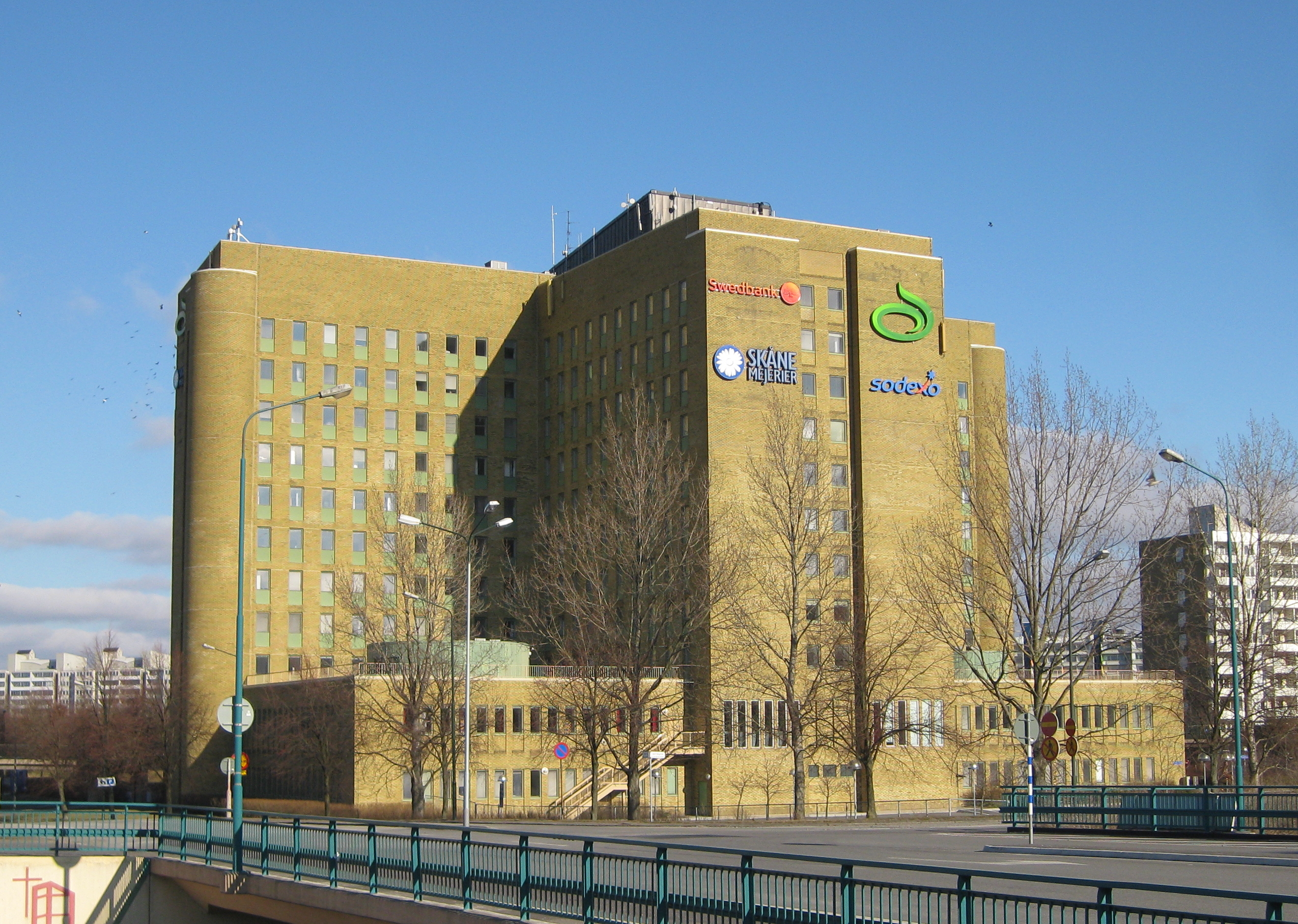
Kontorshuset Tre Skåne

Tre Skåne är ett kontorshus i stadsdelen Rosengård i Malmö. 
Byggnaden uppfördes på 1970-talet av de tre största aktörerna inom livsmedelsindustrin i Skåne; Skånska Lantmännen, Skanek och Skånemejerier. Arkitekt var Holger M. Lundquist. Huset är tio våningar högt och hyser förutom Rosengårds stadsdelsförvaltnings kansli även huvudkontoret för Skånemejerier och flera av Lantmännens självständiga bolag samt bank och restaurang.
I entréhallen finns sedan 1976 konstnären John Wipps tegelreliefter Odling-växande.